# هال ای‌ام‌سی‌ای
هال ای‌ام‌سی‌ای (انگلیسی: HAL AMCA) یک پروژه جنگنده نسل پنجم در هند است که از برخی از فناوری‌های جنگنده‌های نسل ششم نیز برخوردار است. هندوستان احتمال می‌دهد خط تولید آن در حدود سال ۲۰۲۸ راه‌اندازی شود.